# Essorillement (supplice)
Pour la pratique sur les animaux d'élevage voir Essorillement (animal)
L'essorillement ou essorillage est un supplice consistant en l'ablation des oreilles d'une personne. Les condamnés étaient souvent attachés à un pilori ou à un carcan,, et l'essorillement pouvait s'accompagner d'un marquage au fer ou d'une amende.  La punition est évoquée dans Notre-Dame de Paris de Victor Hugo. 

## Description
L’essorillement était parfois utilisé seul (comme dans le cas de William Prynne pour libelle séditieux) les oreilles des criminels étaient alors coupées à la lame. Mais il pouvait aussi s’agir d’un supplice secondaire si les oreilles des criminels étaient clouées au pilori (avec l'intention que leurs mouvements les arrachent). En 1538, Thomas Barrie passa une journée entière à Newbury, en Angleterre, les oreilles clouées au pilori avant de les faire couper pour être relâché. 

## Histoire
L'essorillement est mentionné dans l'ancienne loi assyrienne et dans le code babylonien de Hammurabi. 
L’essorillement était assez rare en Angleterre, mais plus courant à Guernesey. Des cas notables d’essorillement en Angleterre comprennent celui de Thomas Barrie en 1538, qui serait mort à la suite de son essorillement et ceux de John Bastwick, William Prynne, et Henry Burton en 1637. Au XVIe siècle, Henri VIII a amendé les lois sur le vagabondage en ce que les premières infractions seraient punies de trois jours de carcan, puis une seconde d'un essorillement et finalement, qu'une troisième entrainerait la mort par pendaison.
Les archives montrent que l'essorillement était pratiqué aux États-Unis à la fin du XVIIIe siècle, en particulier dans des États tels que la Pennsylvanie et le Tennessee.   
Dans le Rhode Island, des crimes tels que le faux monnayage, le parjure et les « incendies de maisons, granges et dépendances » (sans qu’il s’agisse d’un incendie criminel) étaient punis d’essorillement. L’essorillement (ainsi que le pilori et les carcans) fut aboli au Tennessee en 1829, puis ailleurs à partir de 1839 environ.
À Paris, l'essorillement était pratiqué, entre autres, au carrefour Guilleri. Sauval rapporte que dans les ouvrages d'anciens auteurs, ceux-ci indiquent qu'on coupait une oreille à un coupeur de bourses, ou à un domestique convaincu de vol pour la première fois, les deux oreilles pour la deuxième, et qu'à la troisième il était condamné à mort.